# Tramvajová nehoda v Bukově 1947
V roce 1947 se v Ústí nad Labem (přesněji na Bukově) odehrála nejhorší tramvajová nehoda v historii Evropy – 13. července havarovala na Bukově plně obsazená souprava tramvaje (motorový vůz č. 25 + vlečný vůz č. 105) jedoucí na lince 1. Nehoda si vyžádala 30 životů.
Přeplněná tramvaj linky 1 jela z Telnice, směrem k centru Ústí nad Labem. Cestujícími byli hlavně výletníci, kteří se v neděli odpoledne vraceli z ústeckého okolí zpět do města. Vinou přetíženosti, možná nezkušenosti řidiče a snad i selhání brzd nabrala tramvaj v dlouhém klesání postupně rychlost až 70 km/h. Po posledním prudkém sjezdu z tzv. Walerova kopečku vjela nepřiměřenou rychlostí do rozjezdové výhybky u smyčky Bukov a vykolejila. Motorový vůz se naklonil a zachytil o sloup trolejového vedení, který jej rozpáral. Vlečný vůz 105 byl v podstatě vymrštěn na vlečný vůz (63) soupravy linky 5 stojící na vedlejší koleji.
Bilance této nehody překonala všechny havárie předcházející: třicet lidí zahynulo, těžce zraněných bylo 45, lehce pak 31. Přímo na místě zahynulo 19 lidí, další dva zemřeli při převozu do nemocnice a zbylých devět pak ještě v ní. Pohřbu obětí se 18. července zúčastnilo celkem 30 tisíc lidí, včetně ministra vnitra Václava Noska. Celá akce se změnila v celonárodní tragédii, a proto také zůstala v živé paměti na velmi dlouho.
Vyšetřování svalilo veškerou vinu na řidiče tramvaje, který při tragédii také zahynul.[zdroj?] Dobový tisk psal nejprve o vině řidiče, pak zase o jeho příkladné spolehlivosti. Řidič Oldřich Rydvan, který srážku nepřežil, patřil údajně k nejspolehlivějším, rozpoznal nebezpečí a snažil se nehodě zabránit. Jako řidič tramvaje pracoval od roku 1945. Roku 2007 byl k šedesátému výročí odhalen památník obětem havárie.
Trať do Telnice byla roku 1955 zrušena z důvodu dolování uhlí a roku 1970 byla tramvajová doprava v Ústí nad Labem zrušena úplně.

## Seznam obětí

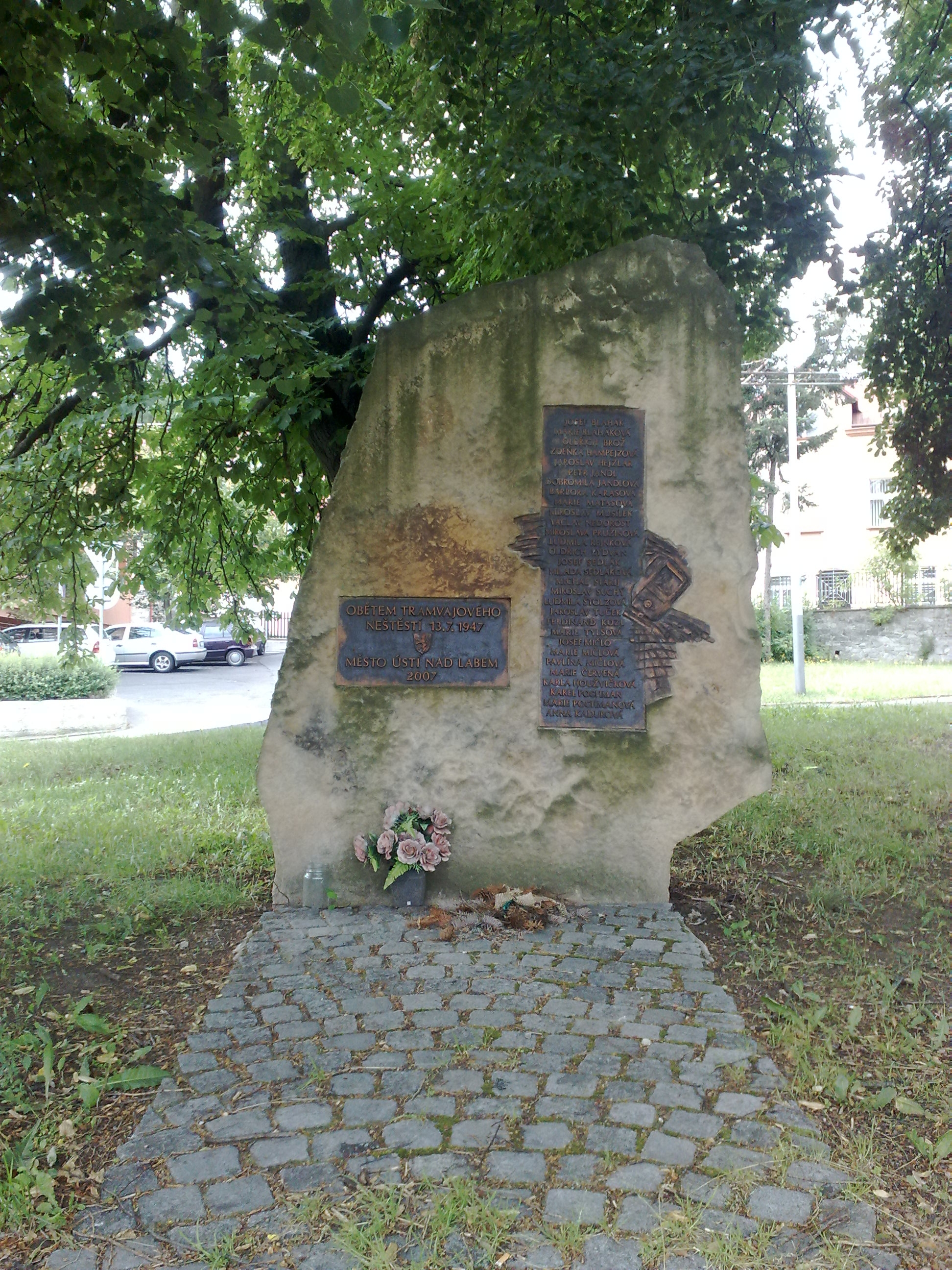
Památník obětem nehody

1. Josef Blahák (* 1898), bytem v Ústí nad Labem
2. Marie Blaháková (* 1902), bytem v Ústí nad Labem
3. Oldřich Brož (* 1920), bytem v Praze
4. Zdeňka Hampejzová
5. Jaroslav Hejzlar (* 1908), bytem v Ústí nad Labem
6. Petr Jandl (* 1941), syn Dobromily Jandlové
7. Dobromila Jandlová (* 1914), matka Petra Jandla
8. Barbora Karasová (* 1869), bytem v Ústí nad Labem
9. Marie Matasová, bytem v Bukově
10. Miroslav Musílek
11. Václav Nedorost (* 1914), bytem v Ústí nad Labem
12. Miroslava Pružinová (* 1914), bytem ve Střekově
13. Ludmila Rejnková (* 1923), bytem v Bukově
14. Oldřich Rydvan (* 1921), řidič tramvaje, bytem v Ústí nad Labem
15. Josef Sedlák (* 1919), bytem v Ústí nad Labem
16. Milada Sedláková (* 1915), manželka Josefa Sedláka, bytem v Ústí nad Labem
17. Michal Siarij (* 1898), bytem ve Střekově
18. Miroslav Suchý
19. Ludmila Štolzová
20. Jaroslav Tuček (* 1920), bytem v Ústí nad Labem
21. Ferdinand Kozl (* 1920), bytem v Jablonném nad Orlicí
22. Marie Tylšová (* 1878), bytem v Lysé nad Labem
23. Josef Mičlo (* 1919), manžel Marie a otec Pavlíny Mičlové, bytem v Proboštově
24. Marie Mičlová (* 1922), bytem v Proboštově
25. Pavlína Mičlová (* 1944), bytem v Proboštově
26. Marie Červená, bytem v Trmicích
27. Karla Houžvičková (* 1914), bytem v Trmicích
28. Karel Pochman (* 1890), bytem v Trnovanech
29. Marie Pochmanová (* 1898), manželka Karla Pochmana, bytem v Trnovanech
30. Anna Kadurová